# Oleg Salenko
Oleg Anatolyevich Salenko ou Oleh Anatoliyovych Salenko - respectivamente, em russo, Олег Анатольевич Саленко e, em ucraniano, ''Олег Анатолійович Саленко (Leningrado - atual São Petersburgo - , 25 de outubro de 1969) - é um ex-futebolista russo-ucraniano, como filho de pai ucraniano e mãe russa. Defendeu as seleções dos dois países após a dissolução da União Soviética.
Após um início de carreira de relativo sucesso, ainda que sem muito de especial, celebrizou-se como recordista de gols em um só jogo de Copa do Mundo FIFA, ao fazer uma "Manita" (ou seja, a anotar 5 gols em uma partida) na goleada de 6-1 sobre Camarões na edição de 1994, jogo em que também forneceu a assistência para o outro gol russo. Acabou artilheiro daquele mundial, e segue como único a conseguir a artilharia por uma seleção eliminada ainda na primeira fase do torneio. Também foi o autor do primeiro gol da Rússia na competição, na partida contra a Suécia.
Salenko, que já havia sido artilheiro também do Campeonato Mundial de Futebol Sub-20, em 1989, também é justamente o único jogador a ter sido goleador máximo dos dois torneios, ainda que ele não tenha justificado a fama na maior parte da carreira, não se firmando mais nem mesmo no próprio país. Embora tenha defendido três seleções nacionais (União Soviética, sobretudo nas equipes juvenis, e as principais de Ucrânia e Rússia), além de um jogo pelo Resto do Mundo, sempre foi utilizado por poucas partidas, algo creditado também a um temperamento forte. Outro entrave foram lesões no joelho, que o levaram a se aposentar precocemente, aos 32 anos.

## Carreira em clubes

### Zenit
Tendo passado pelas categorias de base do Smena Leningrado, debutou profissionalmente em 1986, no então Zenit Leningrado. Ainda não tinha tinha 17 anos quando foi precocemente promovido por Pavel Sadyrin, que anos mais tarde lhe convocaria à seleção russa. O jogo de estreia se deu em 1 de março daquele ano, em visita ao Dínamo Moscou. Salenko entrou no decorrer da partida, a vinte minutos do fim. Ela estava empatada em 3-3 e ele marcou o gol da vitória, tornando-se o mais jovem a marcar um gol no campeonato soviético adulto: possuía 16 anos, quatro meses e três dias. Não tardou a ser tornar uma das principais figuras do clube.
Também foram noticiados precocemente seus conhecidos problemas de temperamento, tornados públicos para além da cortina de Ferro ainda em 1987 - ano em que, no Brasil, o Jornal dos Sports repercutiu que "a União Soviética está diante de um fenômeno, Oleg Salenko, um garoto de 17 anos que, integrando a seleção URSS-1, marcou 8 gols em 5 jogos. Está na divisão juvenil e é ídolo da torcida, mas os técnicos querem dele uma profissão de fé que, ao que tudo indica, não conseguiram até agora. Tanto que dizem publicamente que 'nenhum dote de goleador poderá substituir o respeito pelos companheiros e a conjugação das suas capacidades e das suas emoções com os objetivos do jogo coletivo. Se compreender isso, em breve, veremos surgir uma estrela de 1ª. grandeza'".
No começo de 1989, passou ao Dínamo Kiev, no que representou justamente a primeira contratação em troca de dinheiro entre dois clubes soviéticos, em contexto de abertura econômica em meio à crise do comunismo no país. O clube ucraniano teria pago 36 mil rublos ao Zenit, segundo informes da época. Salenko estava especialmente credenciado após ter sido artilheiro do Mundial Sub-20 daquele ano, em fevereiro, e sua saída revoltou a torcida do Zenit: o ex-clube, diante da polêmica, chegou inclusive a tentar anular o negócio logo após Salenko ter estreado pelo Dínamo, já em março.
Acerca da polêmica, o Jornal do Brasil chegou a registrar que o Zenit, que havia recebido o equivalente a 60 mil dólares, passara a pleitear 800 mil, valores noticiados pelo Mundo Deportivo como então equivalentes respectivamente a 37 mil e 500 mil rublos: "Salenko, craque da seleção soviética de juniores e candidato e uma vaga na seleção principal, já havia disputado um jogo pelo Dínamo, apesar do impasse sobre o valor de sua transferência. O Leningrado está requerendo a anulação desse jogo, em que o Dínamo venceu o Dnipro Dnipropetrovsk por 1-0, no último dia 27. Eles alegam que, tecnicamente, o jogador ainda fazia parte da sua folha de pagamento. Segundo a Agência TASS, a transferência de Salenko causou muita impopularidade em Leningrado e, aparentemente, o empresário do time está pedindo um preço alto por ter descoberto o erro que cometeu ao permitir a saída de Salenko. Um dirigente do clube de Leningrado afirmou que, na época do acordo, ninguém perguntou a quantia esperada. Segundo ele, os 60 mil dólares fixados pelo Comitê Estatal de Esportes foram tidos como uma surpresa. O clube não concordou com a taxa e agora quer que sua opinião seja considerada. Até pouco tempo atrás, os times da Primeira Divisão do futebol soviético eram mantidos com subsídios do Comitê".

### Dínamo Kiev

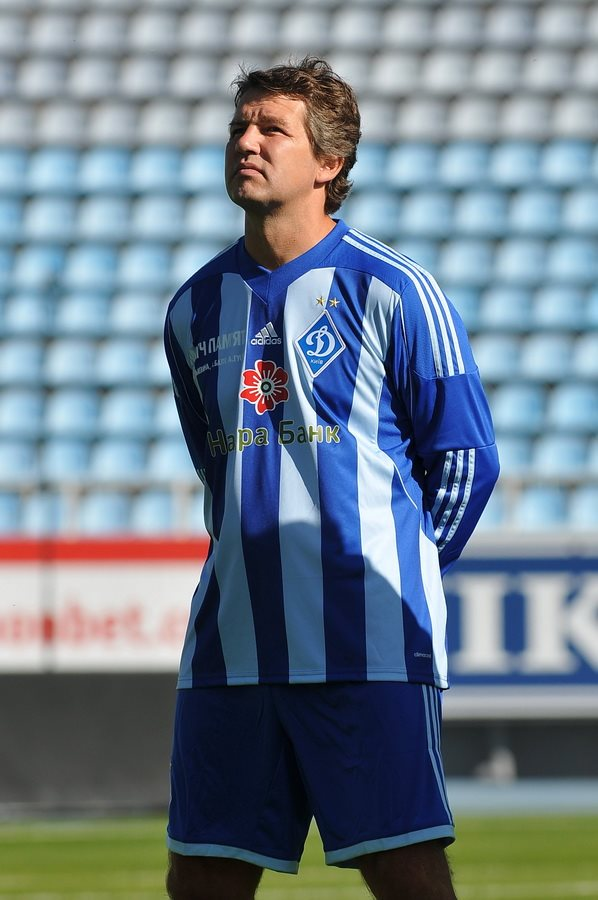
Salenko em amistoso de veteranos do Dínamo Kiev, em setembro de 2014.

A equipe da capital ucraniana era a principal da União Soviética, contendo diversos jogadores da seleção soviética principal. Contudo, em 1989 o campeonato soviético daquele ano se definiu, em novembro, em favor do Spartak Moscou, que ali se igualou aos doze títulos já levantados pelo Dínamo Kiev. As duas equipes travavam a principal rivalidade soviética daquele período.
Salenko, individualmente, também não se firmou de imediato no Dínamo, inclusive precisamente pela forte concorrência interna. Em 2 de maio de 1990, contudo, ele brilhou na final da Copa da URSS da temporada 1989-90. Mesmo que sua função fosse então a de segundo atacante - na qual se complementava então "à perfeição" com Sergey Yuran, de acordo com informe do Mundo Deportivo publicado já em março de 1991 ("é rapidíssimo e serve bolas de ouro a seu companheiro. De fato, é quem 'cozinha' as jogadas para que Yuran as culmine. Grande visão de jogo e muito inteligente com a bola nos pés. Seu futuro é esplendoroso), Salenko marcou três gols em vitória de 6-1 sobre o Lokomotiv Moscou, título que serviu também precisamente para igualar o clube ao rival Spartak em número de títulos na Copa.
O feito inclusive rendeu uma imediata e única aparição pela seleção adulta, em 18 de maio, embora em jogo não-oficial com o Schalke 04, bem como crença generalizada de que Salenko iria à Copa do Mundo FIFA de 1990, inclusive pelo fato de tanto o Dínamo como a seleção principal terem o mesmo técnico: Valeriy Lobanovs'kyi.
Considerado ainda jovem demais pelo treinador, Salenko não foi ao Mundial, mas já se mostrava ambientado ao Dínamo. No fim de 1990, pôde ser campeão soviético, em outra conquista especial: ela isolou o Dínamo como máximo vencedor do campeonato soviético, com um título a mais em relação ao rival Spartak. O atacante integrou na sequência boas campanhas continentais. No primeiro semestre de 1991, o clube chegou às quartas-de-final da Recopa Europeia de 1990–91, parando no Barcelona, que venceu por 3-2 em Kiev, embora depois apenas empatasse em 1-1 no Camp Nou, ocasião em que a dupla Yuran (autor do gol soviético) e Salenko foi avaliada como os melhores em campo.
No segundo semestre de 1991, sobreveio reencontro com o Barcelona em campanha semifinalista da Liga dos Campeões de 1991-92. Nela, Salenko renovou atenções a si na Europa Ocidental ao marcar gol da vitória em Kiev sobre um Benfica de poderio acentuado, com duas finais recentes no torneio, em 1988 e 1990; bem como outro a auxiliar a classificação do próprio Barcelona à decisão: os três times dividiram o mesmo quadrangular-semifinal (em cujo desenrolar deu-se a dissolução da União Soviética) com o Sparta Praga, que na rodada final era o único com chances de concorrer com os espanhóis. A equipe tchecoslovaca visitou Kiev na rodada final e Salenko marcou o único gol já a oito minutos do fim. No lance, recebeu lançamento e desceu pela direita até a área, onde seu chute da linha de fundo, quase sem ângulo, superou Petr Kouba.
O atacante fez naquele período sua primeira partida oficial por uma seleção adulta, precisamente a primeira da história da Ucrânia. Ironicamente, o Dínamo posteriormente acabaria, ao fim do semestre, surpreendentemente derrotado na final do primeiro campeonato ucraniano, embora houvesse feito a maior pontuação na fase inicial. Salenko chegara a declarar aos dirigentes do Dínamo que não se interessava pelo campeonato local. À imprensa, desabafou anos depois que "foram as piores lembranças. Depois da Liga dos Campeões da UEFA, jogávamos em algum lugar em temperaturas baixíssimas. Às vezes levávamos mais à sério os treinos do que os jogos do campeonato! Como jogadores, começamos a nos deteriorar".
Salenko despertou o interesse do Tottenham Hotspur, sendo aprovado pelo treinador Terry Venables após um período de testes no White Hart Lane entre outubro de 1992 e janeiro de 1993. O negócio chegou a ser anunciado por 750 mil libras esterlinas, mas acabou truncado na segunda quinzena de janeiro por Salenko não cumprir o exigente requisito de ter ao menos vinte jogos de seleção, uma exigência da liga inglesa para a qual o Tottenham não logrou afastar. Essa indefinição clubística e sua insatisfação pública com o futebol independente da Ucrânia inclusive lhe privaram de figurar em novas partidas da nascente seleção ucraniana.

### Logroñés
Após entraves com falta de visto espanhol, acertaria ainda em janeiro de 1993 com o Logroñés, clube das últimas posições da Espanha, que se ressentia da saída do artilheiro Toni Polster ao fim da temporada de 1991–92. Inicialmente, Salenko foi cedido por empréstimo para o restante do primeiro semestre, com opção de compra ao fim da temporada espanhola de 1992-93; a negociação foi acertada por 25 milhões de pesetas. Marcou seu primeiro gol em triunfo de 2-0 sobre o Sevilla, duelo que encerrou seis meses sem vitórias do Logroñés no próprio estádio e que já repercutia de antemão diante da rebeldia do astro adversário Diego Maradona em servir a seleção argentina a contragosto do seu clube e regressar a pouco tempo hábil de descanso, atuando visivelmente sem o ritmo ideal.
O próprio Salenko também padeceu de seguidos problemas físicos nas primeiras semanas em La Liga, ainda comunicava-se com o treinador argentino Carlos Aimar basicamente "como Tarzan" (em descrição humorada do próprio Aimar), por mímicas e rudimentos, e recebia precisamente o salário mínimo da categoria espanhola de jogadores profissionais (cerca de 59 mil pesetas) mais bônus por cada gol marcado, mas à altura de maio já era reconhecido como o fundamental goleador nas pretensões de salvação contra o rebaixamento.
A equipe, que parecia condenada, já "começava a sonhar" com a permanência: antes da chegada do atacante, a equipe era a última colocada e detinha somente uma vitória. Três gols seguidos de Salenko então permitiram o empate em 1-1 com o Sporting Gijón e vitórias de 1-0 sobre o Albacete e, dentro de La Coruña, sobre o forte Deportivo La Coruña da época. No mesmo mês, marcou o gol da quarta vitória consecutiva, nos minutos finais dos 2-1 sobre o Atlético de Madrid. Na penúltima rodada, o Logroñés entrou travou duelo direto contra a queda ao visitar o Espanyol, tendo Salenko "emudecido" o estadi de Sarrià ao marcar o único gol, já no minuto 86. O Mundo Deportivo teceu então que Salenko era "com certeza o jogador que mais decidiu com seus gols a sorte de uma equipe", resumindo-o como "o milagroso" após o time confirmar-se na primeira divisão ao vencer a rodada final, diante do Cádiz. Havia sido apenas a terceira vez em quatorze anos que o último colocado à altura da 14ª rodada pôde salvar-se ao fim da temporada.
Encerrada a temporada de 1992-93, o Logroñés então adquiriu Salenko em definitivo, comprando o passe por 400 milhões de pesetas para três temporadas pelo atacante que, em um semestre, marcara sete gols em quinze partidas. Quando o russo ainda tinha cinco gols acumulados, o técnico Aimar já previa que Salenko seria capaz de render quinze gols em uma temporada completa e com o preparo físico ideal. Salenko, outrora remunerado com o salário mínimo, também se tornou um dos jogadores mais bem pagos do campeonato, passando a receber remuneração mensal de 26 milhões de pesetas.
O russo seguiria bem no Logroñés, com dezesseis gols em 31 partidas na temporada 1993-94, sendo recordado como um "mito" entre os torcedores dessa equipe. Chegou a ser rotulado como "o único de sua equipe" a "demonstrar qualidade para jogar na primeira divisão". Na pausa de fim de ano, ele ainda brigava pela artilharia do torneio, estando a três gols do líder Romário. Em fevereiro e em abril, foi noticiado interesse do Real Madrid em Salenko, que em março era visto como potencial reforço do então líder Deportivo La Coruña. Ainda em abril, com a temporada em andamento, contudo, foi acertada sua venda ao Valencia, por valor superior ao triplo que o atacante custara junto ao Dínamo Kiev.
Dentre seus principais momentos na temporada, um hat-trick (que incluiu o 200º gol do Logroñés na Primeira Divisão Espanhola) em vitória de 4-2 sobre o Athletic Bilbao, que até então liderava La Liga, pela 6ª rodada; o gol do empate provisório em 1-1 em pleno Camp Nou no minuto seguinte após Romário abrir o placar para o Barcelona, partida que terminou em 2-2 e desalojou os catalães da liderança, na 14ª rodada; e, mesmo quando não marcou e não venceu, foi visto como peça fundamental na criação de jogadas que assustaram o Real Madrid, que já em março de 1994 venceu por 4-3 após chegar a abrir 4-1 no placar; e considerado o melhor em campo no 0-0 na revanche com o Barcelona, na 33ª rodada, em abril. Na rodada final, marcou os dois gols de vitória de virada na partida que assegurou nova permanência do seu clube, no 2-1 sobre o Real Oviedo.
Sem Salenko, seu clube foi imediatamente rebaixado em La Liga de 1994–95, registrando uma das das piores campanhas já vistas na primeira divisão espanhola - tão somente duas vitórias e 13 pontos ganhos em 38 rodadas. Passados mais de vinte anos da temporada 1993-94, Salenko segue como maior artilheiro em uma temporada em La Liga dentre os numerosos jogadores provenientes de alguma ex-república soviética importados pelo campeonato espanhol. Na época, também tornou-se o maior goleador do Logroñés em um só campeonato, protagonizando nova luta exitosa contra o rebaixamento. Também foi reconhecido por muitas vezes jogar mesmo lesionado, diante da fragilidade da equipe. O jornal Marca apontava que os gols do russo haviam sido o investimento exitoso mais barato do torneio. O sucesso do Buitre Ruso, como chegou a ser chamado em referência ao apelido de Emilio Butragueño (El Buitre, "O Abutre"), o fez ser buscado pela seleção russa, já na reta final das eliminatórias da Copa do Mundo FIFA de 1994.

### Valencia
Foi contratado pelo Valencia por cinco temporadas e possibilidade de extensão automática para uma sexta. A expectativa do novo clube era alta diante de diversos outros reforços simultâneos: o treinador Carlos Alberto Parreira, recém-vencedor da Copa do Mundo FIFA de 1994, assim como o volante Mazinho, além do goleiro Andoni Zubizarreta e do iugoslavo Predrag Mijatović causavam furor por um "novo Dream Team. Contudo, a temporada começou decepcionante já nos amistosos de preparação, iniciados com derrota para a seleção argelina. Salenko fez o gol valenciano no placar de 2-1, em 3 de agosto, mas não tardou a ser visto como descartável pelo próprio Parreira naquele mesmo mês: o treinador criticava o jeito "introvertido ao máximo" de Salenko, que "não fala com ninguém", e se mostrou aberto a uma oferta da J-League pelo atacante, que seguia sem convence-lo à altura de novembro de 1994.
A incompatibilidade entre Salenko e Parreira já era prevista em julho de 1994 por Nilton Santos, em tom de humor: "se, depois da Copa, o Parreira for mesmo para o Valencia da Espanha, o russo Salenko deve começar a ficar preocupado. É que ele também defenderá este time e Parreira não gosta de jogador que faz muito gol. Imagem se ele vai escalar um cara que faz cinco em apenas uma partida! O Parreira não aprecia o futebol bem jogado. Ele é um teórico, um professor de Educação Física que virou técnico só porque tem um diploma". O atacante não deixou de contra-atacar também publicamente as críticas do técnico: em fevereiro de 1995, quando tinha então cinco gols (três, de pênalti) e onze jogos como titular, argumentou que "não ganhaos desde 29 de outubro e Parreira ainda não pensou em mudar de tática. As ideias básicas seguem sendo as mesmas: reter a bola e jogar desde a defesa. É uma história antiga. Buscam alguém a quem culpar, e claro está, é mais fácil relacionar os fracassos da equipe aos jogadores estrangeiros". Em março, reclamou de uma excessiva cautela do brasileiro: "não pode ser que um Valencia com tanta qualidade jogue sempre com um estilo tão defensivo".
Salenko também foi atrapalhado por uma rotina de lesões - a primeira delas, em um rim, já na rodada inaugural de La Liga, na qual chegou a marcar em triunfo de 4-2 fora de casa sobre o Atlético de Madrid. Em outubro, quando já vinha recebendo as primeiras críticas por atuações abaixo do esperado, sofreu uma contratura no abdutor da perna direita. Em março de 1995, machucou um dos joelhos e, em abril, precisou internar-se por um episódio de gastroenterite. Esses dois acontecimentos, somados, lhe afastaram por cerca de dois meses de partidas.
Apesar da má fase, Salenko ainda manteve renome o suficiente para ser sondado por Bayern Munique, em dezembro de 1994, e Atlético de Madrid, em fevereiro de 1995, mês de seu principal momento como valencianista - quando marcou os dois gols da vitória de virada por 2-1 no estádio Santiago Bernabéu sobre o Real Madrid pelas oitavas-de-final da Copa do Rei. O Valencia repetiu o resultado no jogo da volta contra os madrilenhos e, gradualmente, passou a justamente focar-se na Copa para salvar a temporada, a ponto de demitir Parreira após um jogo ruim na semifinal com o Albacete. O Valencia conseguiria chegar à decisão, mas a perdeu para o Deportivo La Coruña.
O substituto de Parreira, Luis Aragonés, teria pedido para Salenko permanecer no Valencia, embora o clube estudasse utiliza-lo como moeda de troca com o Sevilla para trazer Davor Šuker. O russo, de dez gols em 31 partidas ao todo pelos Ches, chegou a ser oferecido ao Palmeiras, que recusou-lhe por não conseguir pagar sequer um terço do que o atacante recebia na Espanha e por entender inviável que a adaptação dele ao clima e ao futebol brasileiro fosse rápida. O jogador veio a acertar com o Rangers pois desejava voltar a jogar a Liga dos Campeões da UEFA, que então recebia participação assídua do time de Glasgow, nove vezes seguidas campeão escocês entre 1989 e 1997.

### Declínio rápido
No Rangers, Salenko não conseguiu superar Paul Gascoigne, Brian Laudrup e Ally McCoist no ataque. Em dezembro de 1995, já se sabia que ele não se encaixara na equipe escocesa e especulava uma volta do russo à Espanha, como reforço potencial do Real Mallorca. Contudo, o próprio atacante revoltou os interessados ao desqualificar o Mallorca como uma equipe "pequena demais", cogitando-a somente para quanto já estivesse "com 37 anos" e prestes a parar.
O Rangers, por sua vez, o vendeu já em janeiro de 1996 à equipe turca do İstanbulspor para ter em troca Peter van Vossen. Inicialmente, pôde marcar onze gols em vinte partidas da liga turca, onde manteve críticas ao desafeto Carlos Alberto Parreira, que na mesma época trabalhava nela também (no Fenerbahçe). Porém, em setembro daquele ano, noticiou-se que a necessidade de cirurgia no joelho por uma luxação na tíbia o obrigaria a parar por dois meses. Contudo, a persistência da lesão lhe faria declarar-se aposentado em março de 1997.
Outro problema no İstanbulspor foi ficar sem receber salário enquanto estava lesionado, o que faria recorrer à FIFA, atitude que o privou de uma transferência ao futebol suíço. Em junho de 1999, sentindo-se apto a recomeçar a carreira, realizou testes no Sedan. Sem acertar com essa equipe da França, reapareceu no futebol espanhol em setembro, para testes no Córdoba. Foi contratado em outubro e anunciava-se pronto para auxiliar a equipe na segunda divisão, mas a baixa forma física do astro acarretou na rescisão contratual já em dezembro de 1999. Apesar de breve, sua estadia rendeu uma longa batalha judicial entre o Córdoba e o İstanbulspor, diante da recusa cordobesa em pagar os turcos pela transferência, litígio resolvido apenas em 2002 na FIFA.
Novas lesões e novos atrasos de pagamento também fizeram Salenko rescindir contrato com o Pogoń Szczecin, seu último clube. Teria negociado com Arsenal Kiev, CSKA Moscou, um retorno ao Zenit São Petersburgo e até assinado contrato com o futebol chinês, mas diferentes entraves impediram que as transferências se concretizassem: no caso do Zenit, o clube temia gastar muito por um jogador de fama. No caso dos chineses, eles queriam obrigar Salenko a passar por testes, frisando que não o contratariam por um feito do passado.

## Seleções

### União Soviética
Em meados de 1988, ele já defendia as seleções juvenis da União Soviética. Em julho daquele ano, foi a grande referência ofensiva da equipe no Campeonato Europeu de Futebol Sub-19 daquele ano. Nas semifinais, marcou duas vezes e Yuri Nikiforov, outra, para a classificação sobre a Alemanha Oriental. Ambos também marcaram na decisão, já na prorrogação, na vitória de virada por 3-1 sobre Portugal (respectivamente, o terceiro e o segundo gol), e posteriormente seriam colegas também tanto na seleção ucraniana como na seleção russa.
As Olimpíadas daquele ano, que ocorreram entre setembro e outubro, contudo, ainda não eram uma competição restrita a juvenis: os Jogos de Seul admitiam livremente futebolistas acima de 23 anos desde que não houvessem disputado 90 minutos de uma Copa do Mundo FIFA ou de suas eliminatórias, regramento que propiciou a edição com mais equipes competitivas da história do futebol olímpico. Salenko viria a disputar partidas pela seleção olímpica, mas não ainda em 1988.
O elenco soviético campeão europeu juvenil em 1988, por sua vez, continha ainda Omari Tetradze, Mirjalol Qosimov e Sergey Kiryakov, dentre outros, e aquele título sub-19 ganharia relevo por ter sido justamente sobre a mesma esquadra que dali a poucos meses seria a campeã mundial da categoria sub-20 seguinte, já no início de 1989. O próprio Salenko se destacaria no mundial sub-20 em questão, ao sagrar-se o artilheiro do certame, realizado em fevereiro. Naquele contexto, recebeu a seguinte avaliação do jornal espanhol Mundo Deportivo: "suas condições físicas são pouco comuns, alto e de grande fortaleza, chute com as duas pernas com uma potência incomum para sua idade. Curiosamente, um disparo seu no goleiro costarriquenho Mayorga foi repelido pelo estômago do meta centro-americano, que ao resultado da ação necessitou de vários minutos de assistência médica e ao final do encontro mostrava em seu ventre a marca da bola em um forte tom avermelhado".
Era a época em que o regime comunista na URSS começava a permitir a saída de jogadores para o exterior capitalista, acarretando em um êxodo dos principais jogadores. O técnico Valeriy Lobanovs'kyi inicialmente preferiu renovar a seleção com jogadores do próprio país e, como treinava simultaneamente o Dínamo Kiev, onde Salenko atuava, havia a expectativa de que ele viesse a estrear pela União Soviética principal ainda em 1989, no lugar de Oleh Protasov. Salenko esperava ser convocado à Copa do Mundo FIFA de 1990 e, com efeito, chegou em 18 de maio a participar de amistoso não-oficial da seleção adulta contra o clube alemão-ocidental Schalke 04, então na segunda divisão local. Salenko havia dias antes brilhando com três gols na final da Copa da URSS e pôde então fazer sua primeira partida pela seleção adulta. Dentro de  Gelsenkirchen, o Schalke foi derrotado por 7-0, tendo Salenko marcado o segundo gol, sido titular e atuado em todos os minutos, e feito uma partida bem avaliada para além do lance. Com isso, sua ausência na convocação final, anunciada cinco dias mais tarde, foi uma surpresa generalizada.
A não-inclusão de Salenko na convocação teve diferentes versões, desde uma pressão na Federação de Futebol da União Soviética para que o técnico Lobanovs'kyi oferecesse mais vagas a atletas de fora do Dínamo, visto como um clube excessivamente presente na seleção, até uma conclusão do treinador de que Salenko ainda carecia de experiência; em 2006, Salenko relembrou: "'Você ainda é jovem', disse Lobanovs'kyi.'Você pode quebrar, pode se queimar. Tudo tem seu tempo'. Mais tarde, Valeriy Vasylyovych admitiu seu erro. Tínhamos então uma equipe completa, composta principalmente por residentes de Kiev. Até os veteranos, vice-campeões europeus, foram implorar a Vasylyovych. Fiquei muito chateado na época, porque na Itália a seleção poderia ter jogado muito mais forte".
Lobanovs'kyi admitira seu erro assim que a URSS terminou eliminada na primeira fase, reavaliação que ele reiterou após a histórica aparição de Salenko na Copa do Mundo FIFA de 1994. A mágoa inicial do atacante chegaria a aumentar quando a falta de um mínimo de partidas pela seleção adulta, requisito do campeonato inglês para futebolistas não-britânicos, inviabilizaria uma transferência ao Tottenham Hotspur, mas ele gradualmente aceitou. Comentou em 2005 que "ele admitiu que estava errado. E para Lobanov'skyi reconhecer seu erro, vale muito...". Em outra ocasião, prestou o seguinte reconhecimento ao técnico:
| “ | Uma personalidade de proporções incríveis, um caroço. Hoje em dia os especialistas só treinam, mas Lobanovs'kyi era o responsável por tudo: dar ao jogador um apartamento, um carro, resolver todas as questões organizacionais, comunicar-se com os principais dirigentes da república. Ele tinha tanta autoridade entre os jogadores que às vezes bastava um olhar. Ele era um ótimo psicólogo: sabia muito sutilmente quando pressionar e quando deixar a equipe relaxar. Ele não tinha uma abordagem individual aos jogadores - todos cresceram em equipe. (...) Se eu estivesse no lugar dele, não sei o que teria feito. Em 1990, eu estava em uma forma louca, mas houve pressão sobre Lobanovs'kyi - eles exigiram que jogadores de clubes de Moscou fossem incluídos na convocação. Na seleção, jogava principalmente o pessoal de Kiev. | ” |

A despeito da partida contra o Schalke, Salenko jamais defendeu a seleção adulta da URSS de modo oficial, apenas seleções juvenis. Ainda em 1990, no segundo semestre, participou do início das eliminatórias à Eurocopa sub-21 de 1992, as quais também serviam de pré-Olímpico para as Olimpíadas de 1992. Esteve nos três primeiros jogos: 2-2 (no estádio do Lokomotiv Moscou) com a Noruega em 11 de setembro; e, já em 1991, no 0-0 (em Gyöngyös) com a Hungria em 18 de abril e de derrota de 1-0 (em Pádua) para a Itália em 12 de junho. A URSS, que faria ainda mais três jogos no grupo formado com essas três seleções, terminaria em terceiro na chave, sem avançar à fase que selecionaria as vagas europeias para aquela Olimpíada, a primeira na qual o futebol tornou-se uma competição de seleções sub-23.
A falta de maior espaço de Salenko pelas seleções soviéticas após o Mundial sub-20 de 1989 era atribuída também a um temperamento considerado inadequado, o que incluiu uma exclusão, por indisciplina, de mais jogos naquele pré-Olímpico aos Jogos de Barcelona. Ele tampouco apareceu nas eliminatórias de seleções adultas à Eurocopa 1992, disputadas basicamente em 1991, nem integrou a seleção da CEI nos amistosos de 1992 ou na própria Euro.

### Ucrânia
Com o fim da URSS no final de 1991, Salenko inicialmente defendeu, já no ano seguinte, a Ucrânia, precisamente na partida considerada como inaugural dessa seleção. Foi em jogo em Uzhhorod em 29 de abril de 1992 contra a Hungria, que venceu por 3-1, apesar da dupla de ataque ucraniana contar precisamente com os últimos artilheiros do Mundial sub-20: o próprio Salenko, por 1989, e Serhiy Shcherbakov, por 1991. Salenko creditaria o insucesso da estreia a uma desordem advinda de haver três técnicos simultâneos para treinar os ucranianos.
A FIFA ainda não reconhecia a oficialidade da seleção ucraniana e assim não considerou o jogo como válido, o que adiante possibilitaria que Salenko trocasse de seleção. Na ocasião, a ausência de recursos financeiros da recém-criada Associação Ucraniana de Futebol limitou a convocação a jogadores que atuavam no igualmente recém-criado campeonato ucraniano (inviabilizando-se inicialmente a chegada de Oleh Protasov, já no futebol grego), excluindo-se também astros locais já ocupados na preparação final à Eurocopa 1992 com a seleção da CEI - notadamente Oleh Kuznetsov e Oleksiy Mykhailychenko, além de outros que acabariam optando pela cidadania e seleção russas.
Para a ocasião das duas partidas seguintes da Ucrânia, ainda no primeiro semestre de 1992, Salenko acabou ignorado, diante do litígio que vivia com o Dínamo em função da atenção que havia despertado no futebol ocidental pela Liga dos Campeões de 1991–92. Ainda assim, sua posterior adoção pela seleção russa provocou protestos da Associação Ucraniana de Futebol, que em fevereiro de 1994 acusava a União Russa de Futebol de "roubar" os melhores jogadores ucranianos.

### Primeiros jogos pela Rússia
Cerca de um ano e meio depois de sua única partida pela Ucrânia, Salenko estreou pela Rússia, em 17 de novembro de 1993, em derrota de 1-0 para a Grécia em Atenas pelas eliminatórias à Copa do Mundo FIFA de 1994. A decisão significou que, para a FIFA, ele seria para sempre russo, jamais podendo voltar a defender a Ucrânia. Ciente disso, Salenko frisou na época que jamais jogaria contra a seleção ucraniana. Decisões similares foram tomadas por outros presentes nas partidas iniciais da seleção ucraniana, a exemplo de Yuri Nikiforov e Ilya Tsymbalar, que igualmente iriam como russos ao Mundial de 1994, e Akhrik Tsveiba.
Outros nascidos fora da Federação Russa também escolheram defender a Rússia, seja por identificação étnica como russos e/ou diante da fraqueza das seleções locais de seus países de origem, especialmente em comparação à maior projeção internacional obtida rapidamente pela seleção russa: a convocação final teve Viktor Onopko, Sergey Yuran e Vladislav Ternavskiy, nascidos na Ucrânia; o greco-georgiano Omari Tetradze; e Valeriy Karpin e Andrey Pyatnitskiy, nascidos de famílias russas respectivamente na Estônia e no Uzbequistão. Pyatnitskiy inclusive havia similarmente participado do jogo inaugural da seleção uzbeque, mas a falta de oficialidade da partida lhe permitira troca-la pela russa; os amistosos de preparação chegaram a contar com outro a passar por situação semelhante, Rachid Rakhimov, que havia enfrentado o próprio Pyatnitskiy em duelo Tadjiquistão x Uzbequistão.
Tanto Rússia como Grécia já estavam classificadas para a Copa antes do jogo, mas a partida teria consequências à delegação russa, diante de sérios desfalques a partir de um motim iniciado exatamente naquela derrota. Sete titulares em potencial, a maioria atuando na Europa Ocidental, consideravam os métodos do técnico Pavel Sadyrin ultrapassados e exigiam sua demissão: Igor Shalimov (Internazionale), Igor Dobrovolskiy (Moscou), Sergey Kiryakov (Karlsruher), Andrey Ivanov (Spartak Moscou), Vasiliy Kulkov (Benfica), Andrey Kanchelskis (Manchester United) e Igor Kolyvanov (Foggia). Eles, alguns deles também nascidos fora da própria Rússia (casos de Kancheslkis e Dobrovolskiy, nascidos na Ucrânia como tantos outros), também estariam descontentes com o dinheiro oferecido pela federação russa como prêmio pela classificação.
Inicialmente, seriam quatorze os descontentes, começando pelos que jogavam no Ocidente e depois somando-se os jogadores do Spartak, então campeão russo e cujo técnico, Oleg Romantsev, foi um dos sugeridos pelos rebeldes ao cargo. Treinador da seleção da CEI na Eurocopa 1992 e da União Soviética campeã nas Olimpíadas de 1988, Anatoliy Byshovets, ele próprio ucraniano, também era outra sugestão. Os quatorze assinaram uma carta ainda em Atenas contra o técnico e Salenko foi um dos que assinaram. Segundo ele, não sabia do que se tratava. A federação posicionou-se a favor do treinador e assim alguns dos jogadores que protestavam recuaram, principalmente os de Spartak e também do Dínamo Moscou, que também ensaiavam se rebelar. Mas a maior parte dos que atuavam no Ocidente mantiveram-se firmes contra o treinador e permaneceram voluntariamente renegados da seleção.
Assim, a avaliação sobre os russos antes do torneio era a de que haviam perdido muito em experiência. Ao longo dos primeiros meses de 1994, Salenko realizou quatro partidas oficiais, sem marcar gols, e então quatro não-oficiais (com cinco gols) nos amistosos de preparação: 1-1 (em Seattle) com os Estados Unidos em 29 de janeiro; 4-1 (em Oakland) sobre o México em 2 de fevereiro; 0-0 (em Dublin) com a Irlanda em 23 de março; e 2-1 (no Lujniki) sobre a Eslováquia em 29 de maio. Em 6 de junho, contra o clube austríaco Eurotours Kitzbühel, participou de vitória de 10-0, sem marcar; em 11 de junho, fez três gols, incluindo os dois primeiros, dos 7-0 sobre a Universidade do Sul da Califórnia; em 13 de junho, marcou outro em 8-1 sobre o clube Santa Cruz Surf; e em 15 de junho marcou o terceiro gol russo no 4-2 sobre o clube San Francisco United All Blacks.
Antes da Copa, oficialmente Salenko ainda somava somente cinco jogos e zero gols pela Rússia  e, mesmo também atuando na Europa Ocidental, no Logroñés, foi seguindo no elenco de Sadyrin. Em entrevista em 2005, Salenko assumiu que o tempo mostrou o erro de Sadyrin em se indispor com os renegados, mas defendeu-o: "como poderia recusar em confiar no homem que primeiro classificou a Rússia à Copa do Mundo? Sadyrin me fez um jogador de futebol". No esquema do treinador, atuaria como ala para a dupla Dmitriy Radchenko e Aleksandr Mostovoy.

### Fazendo história na Copa 1994
A campanha russa, de fato, começou muito mal e com novas desavenças: atacante titular, Sergey Yuran trocou farpas com Sadyrin pela imprensa após a estreia contra o Brasil. Salenko entrou nessa partida substituindo exatamente Yuran, aos dez minutos do segundo tempo. Não evitou a derrota por 2-0, mas Yuran não jogaria mais no torneio. Na partida seguinte, Salenko, de pênalti, abriu o placar contra a Suécia. Fazia seu primeiro gol na Copa e também o primeiro gol da seleção russa no torneio. Porém, os colegas cederam o empate no fim do primeiro tempo e, com um a menos, perderiam de virada por 3-1. Assim, os russos entraram em campo para a terceira partida já praticamente eliminados.
Apesar das duas derrotas, os russos ainda tinham chances matemáticas de classificação, pois os melhores terceiros colocados dos grupos também avançariam. Mais tarde, Salenko admitiria que os russos, descrentes em si próprios, entraram relaxados e a falta de responsabilidade teria-nos ajudado a se sair bem: "na véspera do jogo, ficamos o dia inteiro nos divertindo, só jogando voleibol". Para a classificação, além de uma combinação de resultados em partidas de outras seleções, seria necessária uma goleada dos russos. Foi alcançada com cinco gols de Salenko, todos com ele chutando de primeira usando o pé direito.
O primeiro gol se deu aos 16 minutos, chutando forte dentro da área ao aproveitar rebote do adversário Raymond Kalla e concluindo entre as pernas do goleiro Jacques Songo'o. O doblete veio aos 40 minutos, após receber um passe de Ilya Tsymbalar em um lance polêmico: os adversários reclamaram de impedimento que não ocorreu. No último minuto do primeiro tempo, ele fez o hat-trick, convertendo pênalti que Hans Agbo aplicara em Tsymbalar. Curiosamente, o mesmo Tsymbalar havia sido colega de Salenko na única partida que o atacante realizara pela Ucrânia.
Aos 2 minutos do segundo tempo, Roger Milla diminuiu para os africanos, inspirando uma ligeira animação camaronesa por uma reação - Milla, que àquela altura tornava-se o jogador mais velho a atuar em Copas do Mundo, tornava-se ali também o mais velho a marcar um gol nelas. Porém, Salenko faria o Poker-trick aos 28 do segundo tempo, ao aproveitar cruzamento de Omari Tetradze. Dois minutos depois, faria a "Manita", encobrindo o goleiro. Dmitriy Radchenko faria o sexto dos russos, em outro lance a envolver Salenko, que forneceu com a cabeça a assistência para o colega marcar, embora possuísse condições de fazer seu próprio sexto gol.
Salenko acabaria como o grande destaque da Rússia na Copa, por ostentar até hoje o recorde de ser o único futebolista na história das Copas a conseguir marcar cinco gols em uma mesma partida. Juntando-se estes cinco gols ao gol que ele já havia marcado contra a Suécia, no jogo anterior (derrota de 3-1), Salenko viria a terminar o mundial como o artilheiro do torneio. De início, o jogador não se deu conta do recorde: "mais tarde, depois da partida, quando eu me fotografava com Roger Milla, todos em volta cochichavam: 'recorde, recorde'. Eu perguntei: 'o que é isso?'. Então me explicaram". O próprio sistema de som do estádio anunciou a façanha, rendendo um minuto de aplausos da plateia ao atacante, que declarou: "não consigo ainda ter a exata dimensão do que aconteceu. Mas quero deixar bem claro que hoje é o dia mais feliz da minha vida. Só fiz tantos gols numa mesma partida jogando futebol na escola, quando era menino".
Em diferentes depoimentos à imprensa espanhola, foi humilde: ao Mundo Deportivo, de Barcelona, detalhou que "não sabia que havia conseguido nenhum recorde especial. Eu fui os marcando tal como se apresentaram as ocasiões, insisto. Chutei o pênalti porque assim estava previsto. Fiquei paralisado quando o locutor disse pelos alto-falantes que eu, Oleg Salenko, havia conseguido o World Record com meus cinco gols. Reconheço que foi emocionante ver as pessoas de pé me aplaudindo. Por isso, agradeci com um gesto seu carinho, mas devo deixar claro que foi mérito de todos"; já ao jornal madrilenho As, também fez cômica referência à demora passada no seu exame antidoping, para a qual precisou ingerir cinco cervejas sem álcool e dois litros de água até conseguir realiza-lo: "não pensava no recorde, pensava em marcar gols para poder seguir na competição. É muito mais fácil meter gols do que urinar. É o maior dia da minha vida, mas não senti nada de especial".
Em um primeiro momento, porém, pensou-se não que ele alcançara um recorde exclusivo, e sim que se igualara ao uruguaio Juan Alberto Schiaffino, que teria feito cinco gols em um 8-0 na Bolívia na Copa do Mundo FIFA de 1950. Conhecido pela sinceridade, o próprio Schiaffino esclareceu imediatamente que "todos sabem que fiz somente dois gols nessa partida. Os outros me estão presenteando e seria uma falta de respeito aos companheiros que os converteram que me os adjudiquem". Um dia depois da goleada russa, Schiaffino declarou que "o que me chama atenção é que a FIFA não tenha acertado com o resultado justo, pois me deram quatro gols, que não é certo, e também cinco, o que é ainda pior. A FIFA se equivoca, eu digo a verdade".
Salenko superou de uma vez seis jogadores que haviam chegado a quatro gols em uma só partida nas Copas do Mundo: o polonês Ernest Wilimowski, no Brasil 6-5 Polônia em 1938; o brasileiro Ademir de Menezes, no Brasil 7-1 Suécia em 1950; o húngaro Sándor Kocsis, no Hungria 8-3 Alemanha Ocidental na primeira fase de 1954; o francês Just Fontaine, no França 6-3 Alemanha Ocidental em 1958; o português Eusébio, no Portugal 5-3 Coreia do Norte em 1966; e o espanhol Emilio Butragueño, no Espanha 5-1 Dinamarca em 1986. A respeito, Salenko declarou o seguinte à FIFA, em 2024:
| “ | Eu não sabia que era um recorde na época. Eu ouvi algo no alto-falante, mas estava concentrado em vencermos pela maior diferença de gols possível, estava em inglês e eu não tinha certeza do que era. Existem recordes para isso, aquilo e tudo mais. Eu não poderia imaginar que estabeleceria o recorde de mais gols em um jogo de Copa do Mundo. Só descobri horas depois que era o prestigioso recorde de mais gols em um jogo de Copa do Mundo. Obviamente foi incrível, mas na época eu estava realmente ansioso para ver se nos classificaríamos. Foi só depois que comecei dar o devido valor para o recorde. Olhei para aqueles grandes atacantes que marcaram quatro gols em um jogo de Copa do Mundo. Pensei que lendas como Pelé, Gerd Müller e Paolo Rossi nem sequer conseguiram isso. Marcar cinco gols em um jogo é algo do qual tenho muito orgulho. Essa é a beleza da Copa do Mundo: o mundo inteiro está assistindo. Se você faz algo espetacular, será lembrado para sempre. Ainda hoje pessoas de todo o mundo vêm falar comigo sobre isso. | ” |

A atuação de Salenko também rendeu rara nota 10 dada depois da década de 1970 pelo jornal francês L'Équipe, que havia desde então implementado métodos mais rigorosos para contemplar algum futebolista com a nota máxima; nesse contexto, o russo havia sido apenas o terceiro assim reconhecido pelo periódico e, depois dele, somente outros dois também conseguiram - ambos por quatro gols em um só jogo: Lionel Messi, pelo Barcelona nos 4-1 contra o Arsenal (pela Liga dos Campeões da UEFA de 2009–10) e Robert Lewandowski, nos 4-1 do Borussia Dortmund sobre o Real Madrid (pela Liga dos Campeões da UEFA de 2012–13).
Por conta da façanha, os russos de fato mantiveram momentaneamente alguma esperança pela classificação à segunda fase e o capitão Viktor Onopko, bem como o próprio Salenko, chegaram a minimizar a importância dos astros renegados e atribuir como "sem sentido" e "desmedidas" as críticas sofridas após as duas primeiras rodadas. Salenko assumidamente tinha a expectativa também de ampliar ainda mais os gols acumulados para não ter ameaçada a repentina artilharia. Mas, apesar da goleada (a maior daquela Copa), a eliminação precoce se confirmou, diante da falta dos resultados paralelos necessários: a Arábia Saudita surpreendeu a Bélgica, a Bulgária derrotou a Argentina e, por fim, a Nigéria venceu a Grécia.
A necessidade de Salenko em estender seus números justificava-se inicialmente porque ao fim das oitavas-de-final, via-se como iminente que ele seria ultrapassado por Jürgen Klinsmann (então já com cinco gols) ou Martin Dahlin (com quatro), ambos classificados às quartas-de-final com suas respectivas seleções; também Kennet Andersson e Romário, na altura das semifinais, mostravam-se concorrentes concretos, ao igualmente reunirem quatro gols até então. Contudo, somente Hristo Stoichkov pôde igualar o russo, precisamente nas semifinais, ao converter pênalti na derrota de 2-1 para a Itália. O búlgaro deixou o campo sentindo lesão, mas ainda assim esperava-se que se isolasse na artilharia na partida pelo terceiro lugar. Contudo, nela a Suécia venceu por 4-0 e Stoichkov acabou alvo de críticas por atuar mesmo lesionado - e em exibição sem ímpeto de jogo coletivo que denotava claro objetivo individualista de ter isoladamente o posto de artilheiro.
O insucesso de Stoichkov não significou que Salenko estava livre da possibilidade concreta de ser ultrapassado: restava a final da Copa, a contar com Romário e Roberto Baggio reunindo cada um cinco gols, um abaixo da co-artilharia. Mas a decisão terminou sem gols e a artilharia, efetivamente dividida apenas entre o russo e o búlgaro. A amargura de Stoichkov gradualmente se converteu em uma relação bem-humorada entre ambos; vinte anos depois, Salenko a comentaria, declarando à emissora ESPN Brasil que "o Stoichkov sempre me dizia que eu deveria ter ficado aliviado por ele não ter marcado um gol a mais com a Bulgária". Trinta anos depois, relembrou à FIFA que retrucava-lhe que Stoichkov também deveria ser grato por Salenko ter preferido passar a bola a Radchenko, no último gol russo, ao invés de marcar um sexto gol pessoal naquela partida. Também se declarou honrado por ter dividido a Chuteira de Ouro "com um jogador tão grande".
Na entrevista à ESPN Brasil, dada em meio à Copa do Mundo FIFA de 2014, Salenko também declarou-se cético quanto à possibilidade de seu recorde de cinco gols em uma só partida de Copa do Mundo terminar superado, mesmo por Lionel Messi, Cristiano Ronaldo ou Neymar: analisou que "o futebol está hoje mais equilibrado. Não digo tecnicamente, mas fisicamente - os times se equivalem mais nesse sentido, então, o desgaste acaba sendo maior e somente uma catástrofe de um dos lados para que esses atletas consigam fazer tantos gols".
Além do exclusivo recorde dos cinco gols em uma só partida, Salenko também segue como único a conseguir a artilharia de uma Copa do Mundo defendendo uma seleção eliminada na primeira fase do torneio; outra marca sua é a de ser autor de seis gols seguidos de sua seleção no torneio - recorde este dividido com Eusébio (entre o segundo e o quarto jogo de Portugal na Copa do Mundo FIFA de 1966), Paolo Rossi (entre a tragédia do Sarriá, a semifinal e a final da 1982) e Enner Valencia (entre os dois primeiros jogos de Equador na Copa do Mundo FIFA de 2014 - não havendo nenhum gol no terceiro - e os dois primeiros na Copa do Mundo FIFA de 2022).

### Após a Copa e pelo Resto do Mundo
Salenko já havia acertado transferência do pequeno Logroñés ao prestigiado Valencia antes mesmo do Mundial, o que rendeu elogios da mídia aos valencianos diante do dinheiro pago, visto como promocional diante da grande valorização da imagem do russo - e, em contrapartida, também gerou críticas à venda "precipitada" por parte do ex-clube, que poderia ter lucrado muito mais se aguardasse o fim do torneio. Contudo, não se sairia bem a partir de então. Carlos Alberto Parreira, que também foi ao clube espanhol após o mundial, como treinador, minimizou o feito do russo em entrevista em 1996 à revista brasileira Placar:
| “ | Salenko é muito fraco. Foi artilheiro da Copa num jogo só e depois não deu certo em lugar nenhum. Quando ele marcou cinco gols, a Seleção de Camarões não tinha condições de jogo. Um dia antes, os dirigentes da federação tinham pago prêmios atrasados e os caras comemoraram numa festa de arromba. De madrugada, ainda havia jogador na piscina bebendo e abraçado com mulheres. Teve gente que entrou de porre em campo. Foi contra esse time que o Salenko foi artilheiro da Copa | ” |

Salenko retribuiu em 2005 as críticas de Parreira, insinuando que ele só poderia ser vitorioso na seleção brasileira, onde sua única tarefa seria impor alguma disciplina, pois os jogadores saberiam se lidar sozinhos nas partidas. "Nos clubes, ele tem problemas", argumentou - o brasileiro foi demitido do Valencia no meio daquela temporada 1994-95.
A partida do recorde também foi precisamente a última de Salenko pela seleção, embora inicialmente recebesse convocações do sucessor de Pavel Sadyrin, Oleg Romantsev. Romantsev chamou-o primeiramente para amistosos contra o Resto do Mundo e a Alemanha. A partida contra o Resto do Mundo servia de encerramento dos Jogos da Boa Vontade de 1994, sediados precisamente em São Petersburgo. Nessa ocasião, Salenko e Dmitriy Radchenko, por conta da falta de jogadores disponíveis para a seleção mundial, acabaram defendendo-a improvisadamente eles próprios, na qualidade de autores de todos os gols russos na Copa. Duelando contra a Seleção Russa, foram derrotados no dia 7 de agosto por 2-1.
No amistoso contra os alemães, Salenko, convocado ainda no fim de agosto, já não foi utilizado e, mesmo em Moscou, a Rússia perdeu de 1-0 em 7 de setembro. Ainda em setembro, Salenko pediu autorização para chegar com atraso às preparações de partida de outubro contra San Marino, válidas pelas eliminatórias à Eurocopa 1996. Buscava focar-se no Valencia, onde já vinha precisando responder a críticas por desempenho irregular. e contava com a compreensão da comissão técnica russa diante da fragilidade do adversário. Romantsev não aprovou a conduta e optou por desconvocar o atacante.
Diante da confirmação em dezembro da parte de Romantsev de que Salenko seguia descartado, a imprensa russa teve a impressão de que o novo treinador também retaliava Salenko pelo atacante ter se posicionado favoravelmente à permanência de Sadyrin para a Copa de 1994, embora inicialmente houvesse sido outro rebelde contra este. Salenko, já em janeiro de 1995, teceu reclamações públicas nesse mesmo sentido, denunciando Romantsev como "um ditador" que "se vingava" também de outros jogadores da seleção utilizada na Copa, também supostamente ignorados no novo ciclo. Reagrupando os jogadores rebeldes que Sadyrin havia renegado, a seleção de Romantsev fez campanha sólida naquelas eliminatórias à Eurocopa 1996, classificando-se de modo invicto, respaldando o treinador.
Naquela Euro, contudo, a Rússia terminou precocemente eliminada ainda na segunda partida da fase de grupos. Romantsev não se sustentou no cargo e foi sucedido por Boris Ignatyev, que chegou a reconvocar Salenko, então no İstanbulspor, para amistoso em agosto de 1996 contra o Brasil. Contudo, Salenko não chegou a entrar em campo. No mês seguinte, o atacante precisou operar o joelho, sem nunca recuperar-se plenamente, chegando a se declarar aposentado em 1997.

## Relação com Rússia e Ucrânia

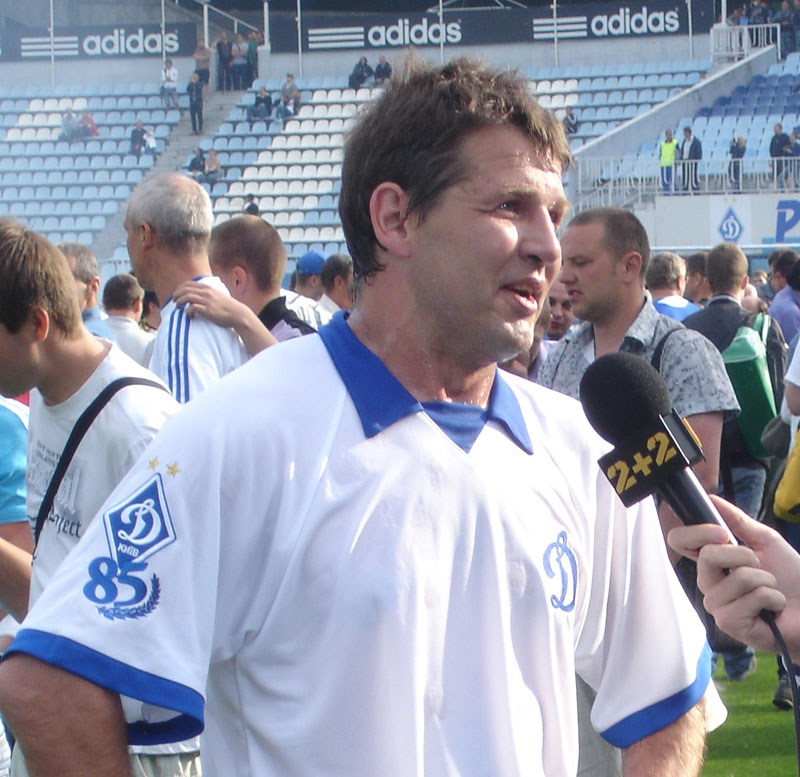
Salenko durante um amistoso de veteranos do Dínamo Kiev, em 2012.

Em 2005, Salenko declarou em entrevista que "sou uma pessoa que cresceu na União Soviética, e, para mim, Rússia e Ucrânia são igualmente valiosas. Você pode dizer que tenho dois lares: São Petersburgo, onde nasci, e Kiev". Ao optar em 1993 em defender a seleção russa, o que significaria que ele jamais defenderia a ucraniana, frisou que jamais entraria em campo contra a Ucrânia. Explicou anos depois a visão que tinha em 1993:
| “ | A seleção da Ucrânia era como se não existisse. Nós fomos convocados para um jogo contra a Hungria em Uzhhorod, mas não foi oficialmente registrado pela FIFA. Quando fui à Espanha, comecei a marcar gols pelo Logroñés e lembraram de mim na Rússia. Eu nasci e cresci em São Petersburgo. Além disso, joguei ao lado de muitos nos juniores: Sergey Kiryakov (russo), Omari Tetradze (georgiano), Yuri Nikiforov (ucraniano)... Eu pensava doze anos atrás que tínhamos uma outra seleção da URSS, servindo sob a bandeira da Rússia | ” |

Depois de pendurar as chuteiras, Salenko tornou a fixar-se em Kiev. Buscou uma carreira de treinador, chegando a comandar a seleção ucraniana de futebol de areia, função exercida durante um ano (3 jogos no Mundialito de 2003). Também trabalhou como comentarista de uma emissora de TV do mesmo país, até o momento em que as transmissões só poderiam ser feitas na língua ucraniana por conta de uma lei, o que o fez deixar de ser convidado a comentar.
Voltaria às manchetes em 2010, quando anunciou a possível venda do troféu de artilheiro da Copa de 1994. Ele chegou a receber uma proposta de 500 mil dólares oferecida por um xeque dos Emirados Árabes. "Tenho um pequeno negócio que sofreu abalos durante a crise. Estamos buscando crédito. É preciso fazer algo. Posso sobreviver sem a venda do troféu. A situação não é tão desesperadora, mas é difícil resistir à oferta dos árabes", explicou. Na ocasião, frisou que preferiria que o troféu seguisse na Rússia, na Ucrânia ou em outro espaço pós-soviético, e que se oferta semelhante viesse desses lugares rejeitaria a proposta árabe.

### Depoimentos da guerra
Em junho de 2014, após meses da controversa anexação da Crimeia à Federação Russa e do início da rebelião separatista pró-Rússia no Donbas deflagrando desde então a Guerra Russo-Ucraniana, Salenko declarava-se não-dividido pelo conflito: em entrevista à ESPN Brasil em meio à Copa do Mundo FIFA de 2014, assegurava levar uma boa vida como russo residente na Ucrânia, sem ter sua imagem afetada pelo conflito e sim por boatos de supostos problemas com o alcoolismo. Chegara a desmaiar ao vivo em 2013, enquanto trabalhava como comentarista.
À altura de 2015, sabia-se que seu livro favorito era o Manifesto Comunista de Karl Marx e Friedrich Engels. Contudo, em 2017 não deixou de expressar apoio ao atacante ucraniano Roman Zozulya após este ter sua contratação pelo Rayo Vallecano cancelada por opiniões patriotas antirrussas do jogador supostamente se alinharem ao neonazismo; à agência EFE, Salenko declarou: "estou surpreso com o escândalo. Quando eu jogava na Espanha, futebol e política nunca se misturavam".
O ex-futebolista, filho de um ucraniano com uma russa, veio a sedimentar mudança de opinião a partir da invasão da Ucrânia pela Rússia em 2022, passando a se identificar mais como ucraniano do que como russo, embora nascido em São Petersburgo. Radicado em Kiev desde que parara de jogar, permaneceu na capital ucraniana e declarou ainda em março de 2022 ter cortado laços com amigos e familiares - incluindo a própria ex-esposa com quem tivera o primeiro filho - que demonstravam apoio à invasão.
Em dezembro de 2022, em entrevista à imprensa espanhola, teceu as seguintes declarações:
| “ | Como queres que eu esteja se estão caindo bombas a 300 metros? Não posso dizer como está a situação sem pronunciar um palavrão. Não há luz, não há internet, muitas coisas. Devo admitir que a capital vive mais tranquila, embora haja cortes de eletricidade, gás, calefação... uma vez fiquei preso no elevador, no andar 15, uma hora e meia. É o período que temos que viver. Apesar disto, as pessoas entendem. Temos uma guerra. Toda esta situação vai ficar na memória para toda a vida. Os que vivem no inferno e passam mal são os rapazes que estão na batalha. Melhor perguntarem a eles como estão. Se eu te chego a contar realmente como é a situação... melhor não dizer. Contamina. Não é preciso que traduzas. Mas tudo está se movendo, tudo tem um rumo adequado para que vá mudando. A situação é de muita tensão. Não acontece nada, vamos superar, vamos sobreviver. Vamos aguentar isto. No princípio, foi complicado. Eu estava na casa de um amigo e anunciaram os toques de recolher, das oito da noite às cinco da manhã. Estivemos aí um dia e meio sem informação de nada e escutando como caíam bombas. Dias depois, em 28 de fevereiro dei um passei por Kiev e estava vazia. Logo fecharam as lojas, anunciaram a lei seca, que não entendo por quê. Bom, porque as pessoas ficavam loucas pelo estresse e tudo... as pessoas não sabiam o que acontecia. Muitos ficaram sem trabalho, estava tudo fechado, sem sair. O primeiro mês e meio foi muito difícil, mas quando começou a liberar-se o território de Kiev, tudo começou a recobrar vida. Eu estava aqui como se desatou a guerra e aqui fico; não tenho nenhuma intenção de ir a outro lugar. Aqui estou com minha família atual. Mas minha primeira família, um filho e minha ex-mulher, estão no país que está me atacando. Entendes a dimensão de tudo isto para mim? Estalou tudo e eu estava aqui, tranquilizando as pessoas. Eu sou russo e estava tranquilizando as pessoas. Sou um russo que vive na Ucrânia, por isso me preocupava tanto isto. Em um lado e em outro tenho amigos. A vida se transformou totalmente. A tranquilidade, isso é o que mais sinto falta. Vi pessoas morrerem, crianças. Eu jogo futebol com amigos que perderam seus filhos. Mas não tenho medo. Eu seu tempo, teu país tinha um problema com o ETA, no País Basco, e pôde resolve-lo. Agora a Ucrânia tem um problema com um inimigo muito mais potente ao qual ainda não pôde afogar. Lembro das explosões quando vivi na Espanha, a essa tema me acostumei. Embora aqui seja muito pior. Eu estou em Kiev e não tenho medo porque já vivi. Se cai uma bomba, que caia. Tenho medo pelo meu filho. Ele precisa viver. Tem 19 anos e joga no Dínamo Kiev. Lembre, em três anos estará jogando no Valencia porque vamos aguentar isto. Sobreviveremos. Estou convencido. | ” |

Na mesma entrevista aos espanhóis, Salenko mostrou-se compreensivo com a pressão que amigos na Rússia sofriam para não se posicionarem contra a guerra, mas reforçou o rompimento com a ex-esposa:
| “ | Não se pode falar muito. Eu os contato e as pessoas entendem que tudo isto está mal, mas tampouco podem falar muito. Estão contra a guerra. Quando explodiu tudo, meu filho mais velho não tocava no tema da guerra. Mas minha ex-mulher, quando comecei a lhe perguntar o que passava ali, me respondia que tudo estava correto, que tinham que libertar as pessoas. Eu lhe disse: 'que estás dizendo? Quem tens que libertar? Passaste comigo a metade da vida, viajaste por todo o mundo e agora que vivo em Kiev, do que têm que me libertar?'. Logo, em duas ou três semanas a telefonei porque pensava que havia ficado racional. Mas não, tudo igual. Desde então, a mandei para longe e já não quero falar com ela. Desta forma lhes estão lavando o cérebro. Em dez anos prepararam as pessoas para que pensem que isto é uma libertação da Ucrânia. Ocorre um pouco o que aconteceu em teu país. Apesar de Franco ser um ditador, muita gente o apoiava, o respeitava. Por quê? Por qual razão o respeitavam? Não precisa que te diga a resposta a esta pergunta, a vida. Inclusive houve um empresário que começou a falar disto e diretamente foi à cadeia. Há muita gente que me telefona desde um número oculto. Como se sentem se pronunciam a palavra 'guerra' e lhes metem 15 anos de cadeia? A situação é muito complicada. | ” |

Em meio à guerra, o ex-futebolista revelou na mesma entrevista que, inapto fisicamente para reforçar as forças armadas, contribui com participações em jogos de veteranos e em visitas a hospitais, como forma de apoio psicológico:
| “ | Um mês e meio depois de começar a guerra começamos a ir ao front, aos lugares mais destroçados: a Vasylkiv, a Borodianka, por exemplo, ao norte de Kiev. Massacrado. Chegamos, conversamos com eles, há vezes que é complicado falar, jogamos. No front, nem eu nem ninguém vai contar a pior experiência que tenha vivido. Em Fastiv, há um mês, jogamos uma partida e fomos ao cemitério: traziam cinco rapazes e todos eram de 21 anos, 23... quando entras ali e vês os meninos jogando, os olhos... quando perguntamos às pessoas que residem ali como vivem, nos dizem que em sótãos. Os vês com tristeza e como lhes darás algo de alegria e começam a viver de novo? Há um mês, por exemplo, também fomos a Hostomel jogar no estádio. Ao redor, os edifícios altos não tinham andares superiores, já não existiam. E me pergunto: onde estão as pessoas que viviam ali? Ainda não há recursos para ajeitar nada. É preciso reiniciar logo todo o país depois da guerra. Nós vamos prestar apoio. Vês as pessoas e vês como militares saem às escondidas e nos agredecem que a gente vá. Ajudamos como podemos. Jogamos partidas, embora no inverno paremos pelo frio, arrecadamos dinheiro, compramos medicamentos, coletes à prova de balas. Agora vamos a a hospitais militares para apoiar as pessoas e deixar o que necessitem: roupa, trajes, o que tivermos. Mas também como apoio psicológico. Quando termine a guerra esta negatividade sairá do país e teremos que superar. No hospital militar há gente jovem ferida, sem pernas, nem mãos. É muito difícil olha-los. Uma vez, um garoto desperotu da anestesia. Começou a falar aos gritos pelos efeitos da bombas nos ouvidos. Dizia: 'me ponham qualquer coisa e volto ao campo de batalha'. Havia perdido a perna... Tenho idade para ir ao front, mas não me chamarão, não sou apto. Falei com os garotos que estão lutando e treinei por duas semanas, mas sou débil. É preciso treinar por pelo menos um ano para ir ali. No front também tens que pensar, funcionar em equipe para que não hajam perdas humanas. É preciso treinar mais para estar com eles. Cada um tem que obedecer ao do lado. Eu não estou preparado. | ” |

Em fevereiro de 2023, quando a guerra completou um ano, reafirmou, em entrevista ao programa televisivo brasileiro Fantástico, seus posicionamentos decorrentes do conflito. Declarou inclusive não se importar nem mesmo se terminar "esquecido" na Rússia.

## Títulos

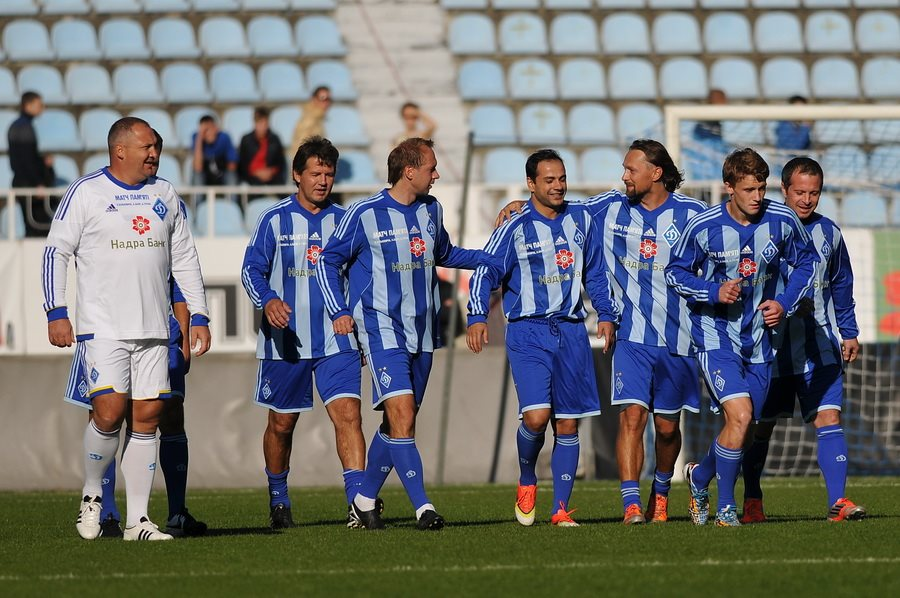
Salenko, em outra foto do mesmo amistoso de setembro de 2014, é o jogador de azul mais à esquerda. A partida serviu de homenagem póstuma a Andriy Husin, Andriy Bal e Valyantsin Byalkevich.

- Campeonato Europeu de Futebol Sub-19: 1988
- Campeonato Europeu de Futebol Sub-21: 1990
- Campeonato Soviético: 1990
- Copa da União Soviética: 1989-90
- Campeonato Escocês: 1995-96

### Individual
- Artilharia do Mundial Sub-20: 1989 (5 gols)
- Artilharia da Copa do Mundo FIFA: 1994 (6 gols)